# George C. Wortley

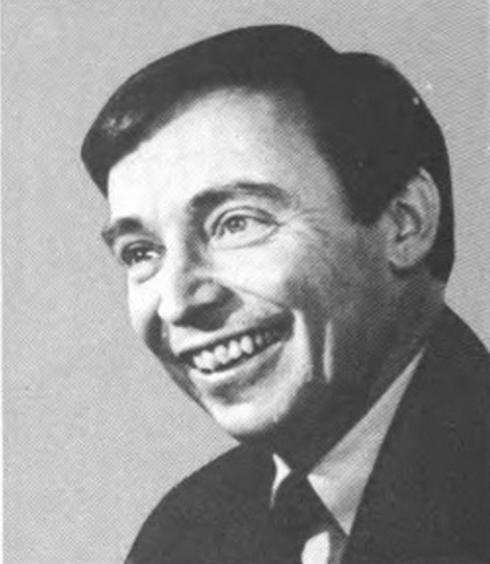
George C Wortley

George Cornelius Wortley (* 8. Dezember 1926 in Syracuse, New York; † 21. Januar 2014 in Fort Lauderdale, Florida) war ein US-amerikanischer Politiker. Zwischen 1981 und 1989 vertrat er den Bundesstaat New York im US-Repräsentantenhaus.

## Werdegang
George Cornelius Wortley besuchte die St. Lucy’s Academy in Syracuse. 1944 graduierte er an der Tully Central School in Tully. Zwischen 1945 und 1946 besuchte er die Kings Point Academy. Ferner war er zwischen 1945 und 1946 Cadet Midshipman in der Merchant Marine Reserve – United States Navy Reserve. Seinen Bachelor of Science machte er 1948 an der Syracuse University. Dann war er Präsident eines Verlages. In der Folgezeit arbeitete er als Verleger und Redakteur beim Eagle Bulletin. Er war Direktor der Bank of New York (Zentralregion) und der Wortley Drug Store, Inc. 1966 hielt er den Posten als Präsident bei der New York Press Association und zwischen 1968 und 1973 bei der National Editorial Foundation. Er saß dann zwischen 1977 und 1980 in der National Commission on Historical Publications and Records. 1979 war er Direktor der Greater Syracuse Chamber of Commerce. Politisch gehört er der Republikanischen Partei an.
Bei den Kongresswahlen des Jahres 1980 für den 97. Kongress wurde Wortley im 32. Wahlbezirk von New York in das US-Repräsentantenhaus in Washington, D.C. gewählt, wo er am 4. Januar 1981 die Nachfolge von James M. Hanley antrat. 1982 kandidierte er im 27. Wahlbezirk von New York für den 98. Kongress. Nach einer erfolgreichen Wahl trat er am 4. Januar 1983 die Nachfolge von Matthew F. McHugh an. Er wurde zwei Mal in Folge wiedergewählt. Da er auf eine erneute Kandidatur 1988 verzichtete, schied er nach dem 3. Januar 1989 aus dem Kongress aus.